# Cussy-en-Morvan
Cussy-en-Morvan ist eine französische Gemeinde mit 355 Einwohnern (Stand: 1. Januar 2022) im Département Saône-et-Loire in der Region Bourgogne-Franche-Comté (vor 2016 Burgund). Sie gehört zum Arrondissement Autun und zum Kanton Autun-1 (bis 2015 Kanton Lucenay-l’Évêque).

## Geographie
Cussy-en-Morvan liegt etwa 18 Kilometer nordwestlich von Autun im Morvan-Massiv. Umgeben wird Cussy-en-Morvan von den Nachbargemeinden Ménessaire im Norden, Chissey-en-Morvan im Osten und Nordosten, Lucenay-l’Évêque im Osten und Südosten, Sommant im Süden und Südosten, La Petite-Verrière im Süden, Anost im Westen sowie Gien-sur-Cure im Nordwesten.

## Geschichte

### Bevölkerungsentwicklung
| Jahr                      | 1962 | 1968 | 1975 | 1982 | 1990 | 1999 | 2006 | 2013 | 2019 |
| Einwohner                 | 734  | 672  | 522  | 505  | 509  | 465  | 461  | 454  | 378  |
| Quelle: Cassini und INSEE |      |      |      |      |      |      |      |      |      |

## Sehenswürdigkeiten
- Kirche Saint-Léger (früher: Kirche Saint-Pierre-Saint-Paul) aus dem 16. Jahrhundert

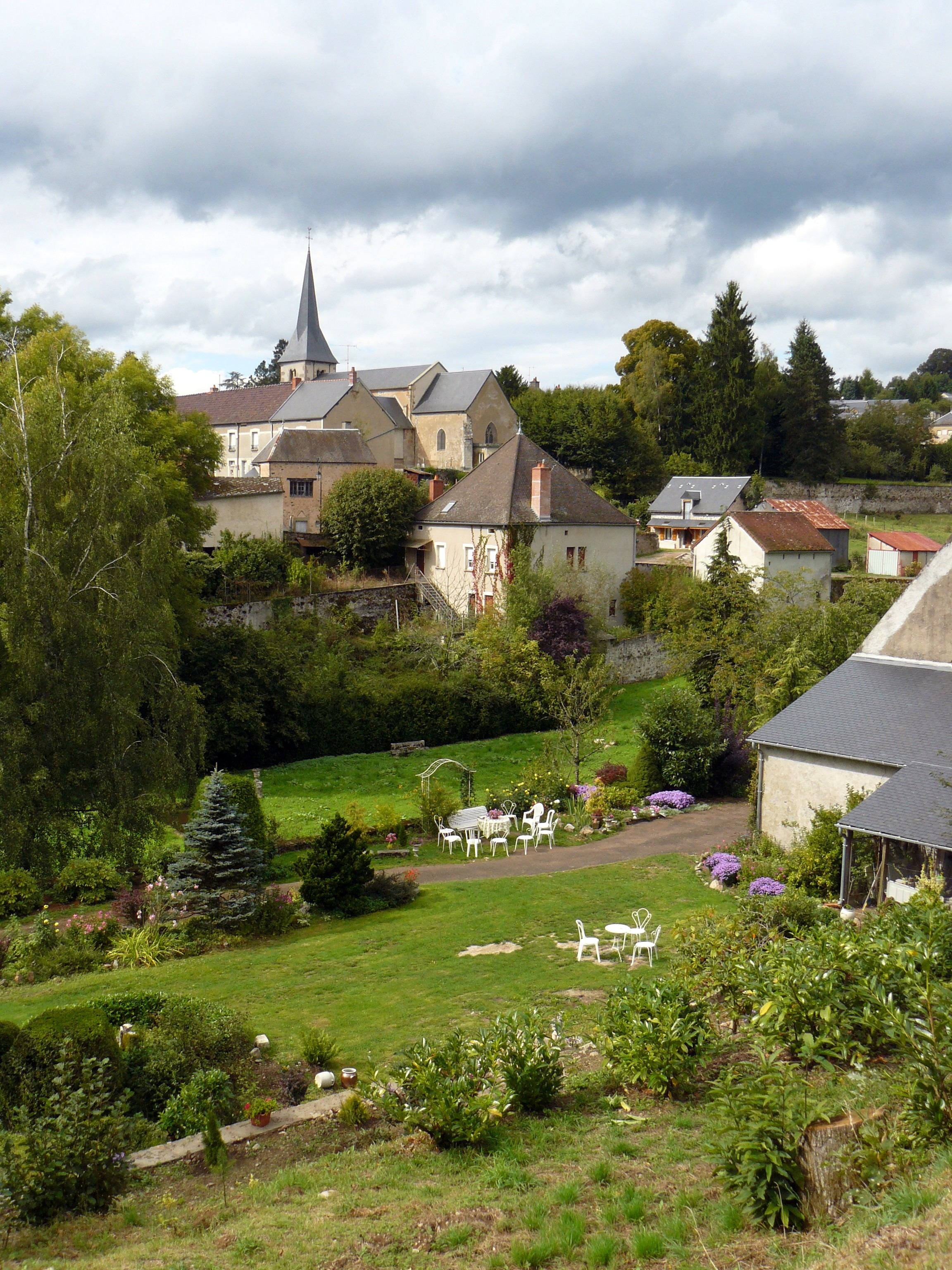
Blick auf den Ort mit der Kirche

- Rathaus, erbaut 1887/88

## Persönlichkeiten
- Delphine Brox (1935–2008), Politikerin, Mitglied der Bremischen Bürgerschaft